# Clarisse Agbegnenou
Clarisse Agbegnenou, född 25 oktober 1992 i Rennes, är en fransk judoutövare. 
Agbegnenou vann en silvermedalj i halv mellanvikt vid de olympiska judotävlingarna 2016 i Rio de Janeiro. Vid olympiska sommarspelen 2020 i Tokyo tog Agbegnenou guld i samma viktklass.
Agbegnenou har tagit sex guldmedaljer vid världsmästerskapen 2014, 2017, 2018, 2019, 2021 och 2023 samt två silvermedaljer 2013 och 2015. Hon har även tagit ett silver och ett brons i lagtävlingen vid VM. Agbegnenou har även tagit fyra EM-guld (2013, 2014, 2018 och 2020) samt ett EM-brons 2012.
Hon tog examen från HEC Paris.